# 小米哈伊利夫卡 (錫內利尼科韋區)

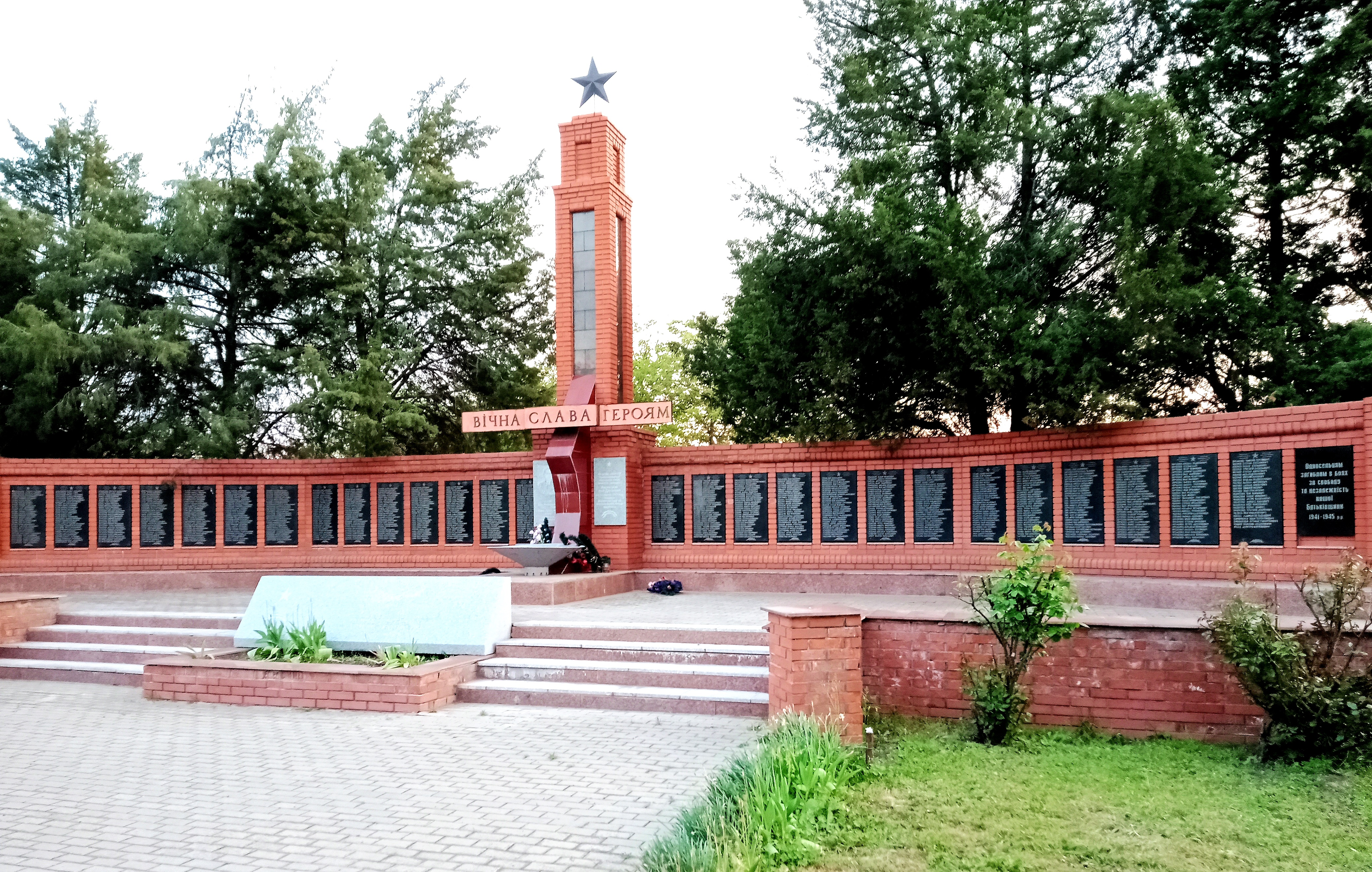
二战纪念碑

48°5′17″N 36°23′34″E / 48.08806°N 36.39278°E
小米哈伊利夫卡（烏克蘭語：Маломихайлівка）是位於烏克蘭中部的村莊，由第聶伯羅彼得羅夫斯克州裡錫內利尼科韋區的小米哈伊利夫卡市鎮負責管轄。該村處於卡米揚卡河右岸，始建於1877年，面積9.8平方公里，海拔高度162米，2001年人口3,036。